# Бабище (Вілейський район)
Бабище (біл. вёска Бабішча) — село в складі Вілейського району Мінської області, Білорусь. Село підпорядковане Нарочанській сільській раді, розташоване в північній частині області.